# Вишеград (Halo)
«Вишеград» (Visegrad) — третій епізод другого сезону американського воєнного науково-фантастичного серіалу «Halo». Епізод написав Крейг Зіск, сценарист — Маріша Мукерджі. Перший показ відбувся 15 лютого 2024 року.

## Зміст
Регіон Вишеград був віддаленим і переважно сільськогосподарським, де проживало кілька невеликих самодостатніх фермерських громад. Коли Срібна команда прибуває до передбачуваного місця розташування Кобальтової в поселенні Вишеград, «Спартанців» оточує загін флотського командування та наказує скласти зброю. Капітан Кіз, який вже отримав звання адмірала, повідомляє Срібній команді, що їх відсторонено від бойових завдань, а Джон повинен пройти психіатричне обстеження.
Джон тікає від оточення і зустрічається з Парангоскі, висловлюючи їй свої підозри про загрозу, навислу на Рубежем. Але Парагонскі попереджає його не йти проти ККОН і радить підіграти командуванню.
Невеликі сили Ковенанту висадилися у Вишеграді та вивели з ладу комунікаційний ретранслятор. Акерсон показує Кізу тіла членів Кобальтової команди, які були вбиті Ковенантом. Розлючений через те, що Акерсон і ККОН (Космічне Командування Об'єднаних Націй) приховали те, про що підозрював Джон, Кіз ініціює евакуацію населення планети. Акерсон же наполягає, що треба таємно евакуювати «необхідні активи», а масову евакуацію не проводити, щоб не поширювати паніку. Акерсон прощається з Голзі, обіцяючи продовжити її роботу. Своєю чергою Голзі повідомляє, що сестра Акерсона насправді не померла в дитинстві, а була кандидаткою у «Спартанці», проте не пережила операції.
Потім Акерсон залишає Голзі з затриманим Сореном, а далі дозволяє своєму батькові, який здогадався, що Рубіж приречений, скоїти самогубство.
Кван захищає Лаеру та Кесслера від зрадницької команди Сорена, вбивши всіх змовників.
Джон знаходить Перес у церкві, яка пояснює, що зрозуміла дивні слова, які чула в тумані на Святилищі. Вона дає послухати запис, Джон чує молитву з обіцянкою знищити Рубіж і вбити «демона». За мить церкву накриває вибух.

## Сприйняття та відгуки
Станом на травень 2025 року на сайті «IMDb» серія отримала 7,0 бала підтримки з можливих 10 при 3423 голосах користувачів.
Бредлі Рассел для GamesRadar+ писав: «Незбалансований епізод „Вишеград“ показує, як Майстер Чіф переживає найгірші події, а інші опиняються на роздоріжжі. Після завершення першого акту „Halo“ та початку війни шлях уперед очевидний. Тепер Джон, самотній і безнадійний, має завершити битву.»
Алісса Мерканте в огляді для «Kotaku» зазначала: «Коли в навушниках лунає мова сангхейлі (ймовірно, це Арбітр), Перес перекладає її: „Я приношу вам благословення. Знайте, що я прийшов без милосердя. Без жалю. Знайте, що я — знаряддя вашого знищення… Я приношу цю планету як жертву. На цьому вівтарі я кладу голову Демона. Нехай його кров позначить шлях до Священного кільця та освятить велику подорож мого народу“. Ось вам гарний, ґрунтовний повторюваний мотив. Диявол слідує за Джоном? Ні — він Демон, пам'ятаєте?»
Оглядач «IGN» Гайден Мерс писав: «На щастя чи на жаль, другий сезон „Halo“ ще більше закріплює за серіалом „Paramount+“ статус окремого творіння, відмінного від мегапопулярних ігор, які його надихнули. Однак він так і не досягає тих високих цілей, які були поставлені перед ним. Адаптація пережила творчі потрясіння, помірковану критику та потік скарг фанатів. Але залишається одне непереборне завдання: як це змусить нас перейматися? Поки що ніяк. Так, вражаюче передані зображення „Halo“ та ретельно поставлені дії є життєво важливими переходами від незграбної динаміки та важкої політиканської гри, що переповнюють його історію. Але важко ігнорувати, наскільки все це здається „плоским“.»
В огляді «TL;DR Movie Reviews and Analysis» Браян Макнамара проставив серії 4.5 зірки з 5 і зазначав: «Це був перший тиждень, коли, на мою думку, постаті чітко впоралися з усіма різними побічними сюжетними лініями. Чи рекомендуємо ми „Halo: Visegrad“? Так, рекомендуємо. Це не тільки найкращий епізод сезону наразі; він просунув усі його історії вперед. Це мало справжнє емоційне враження, а також завершилося так тріумфально, що мені довелося повернутися до перегляду наступного тижня.»
Кофі Аутлав для «ComicBook.com» проставлено 3.5 зірки з 5 та в огляді зазначено: «Було зроблено сміливий крок, продовживши шахову манеру руху персонажів та сюжетних ліній, підготувавши ґрунт для великої битви, яка відбудеться в 4-му епізоді. І, загалом, враховуючи глибину та зосередженість кожної сцени й взаємодії персонажів, „Вишеград“ є доказом того, що 2-й сезон „Halo“ розвивається на зовсім іншому рівні — набагато вищому та компетентнішому, ніж 1-й сезон.»

## Знімались
| Актор               | Роль                 |
| ------------------- | -------------------- |
| Пабло Шрайбер       | Чіф                  |
| Наташа Мак-Елгон    | Кетрін Голзі         |
| Джозеф Морган       | Джеймс Акерсон       |
| Шабана Азмі         | адміралка Парангоскі |
| Крістіна Беннінгтон | Кортана              |
| Наташа Кулзак       | Різ-028              |
| Олів Грей           | Міранда Кейс         |
| Єрін Ха             | Кван                 |
| Бентлі Калу         | Ваннак-134           |
| Кейт Кеннеді        | Кей-125              |
| Чарлі Мерфі         | Макі; Благословенна  |
| Фіона О'Шонессі     | Лаера                |
| Крістіна Родло      | Талія Перес          |
| Денні Сапані        | Джейкоб Кейєс        |
| Джен Тейлор         | Кортана (голос)      |
| Віктор Окерблом     | Арбітр               |
| Тайлан Бейлі        | Кеслер               |
| Бокім Вудбайн       | Сорен-066            |